# Adelungella
Adelungella is een geslacht van wandelende takken uit de familie Bacillidae. De wetenschappelijke naam van dit geslacht is voor het eerst voorgesteld door Karl Brunner von Wattenwyl in een publicatie uit 1907.
Dit geslacht is monotypisch, dat wil zeggen dat het maar één soort heeft namelijk Adelungella insignis Brunner von Wattenwyl, 1907 die in Iran voorkomt.